# Turkestankette
Die Turkestankette ist eine Bergkette in Zentralasien.
Die Turkestankette erstreckt sich über eine Länge von 340 km in Ost-West-Richtung. Entlang dem Ostkamm des Gebirgszugs verläuft die Grenze zwischen Tadschikistan (Provinz Sughd) und Kirgisistan. Der mittlere Kammabschnitt liegt vollständig innerhalb von Tadschikistan, während der Westkamm die Grenze zwischen Tadschikistan und Usbekistan bildet.
Der Gebirgszug geht im Osten in das Alaigebirge über. Im Norden und Nordosten der Turkestankette erstreckt sich das breite Ferghanatal. Im Nordwesten beginnt die Golodnajasteppe. Im Süden trennt das Flusstal des Serafschan das Gebirge von der parallel verlaufenden Serafschankette. Im Westen endet das Gebirge an der Oase von Samarqand. 
Höchste Erhebung des Gebirgszugs ist der im Ostkamm gelegene Pik Skalisty mit einer Höhe von 5621 m. Der östliche Gebirgskamm ist stark vergletschert. An den Südhängen wächst Steppenvegetation, während die Nordhänge bewaldet sind. 
Der Schahriston-Pass überquerte die Gebirgskette auf einer Höhe von 3378 m. Die Fernstraße M34 von Duschanbe nach Chudschand im Norden von Tadschikistan über den Pass war nicht ganzjährig befahrbar. Die M34 führt seit 2012 durch den Schahriston-Tunnel.
Der Zomin-Nationalpark befindet sich am Nordhang des westlichen Gebirgskamms.